# Фримерсхайм, Вильгельм фон
Вильгельм фон Фримерсхайм (нем. Wilhelm von Friemersheim; ум. март 1385) — магистр Ливонского ордена с 1364 года по 1385 год.

## Избрание
29 сентябре 1364 года после смерти ливонского магистра Арнольда фон Фитингхофа, умершего 11 июля, Вильгельм фон Фримерсхайм был избран новым ландмейстером Тевтонского Ордена в Ливонии.

## В Литве
Продолжал вести агрессивную политику по отношению к Великому княжеству Литовскому.
В 1365 году ливонский магистр Вильгельм фон Фримерсхайм предпринял два рейда на приграничные литовские владения и опустошил Упитскую землю.
Весной 1366 года Вильгельм фон Фримерсхайм возглавил поход на Полоцк.
В 1367 году ливонские крестоносцы дважды разоряли северные литовские земли.
В следующем 1368 года ливонские крестоносцы совершили два разорительных похода на литовские владения. В 1369 году князь тракайский Кейстут с литовским войском вступил в ливонские владения, где разорил окрестности Ашерадена и Цизегаля, захватив добычу и пленных.
В начале 1370 года ливонский ландмаршал Андреас фон Штенберг разорил Упитскую землю, а комтур Кулдиги воевал землю Мядининкай. Было убито шестьсот и взято в плен триста литовцев.
В конце зимы и весной 1371 года ливонские крестоносцы тремя нападениями разорили большую литовскую территорию — долину среднего течения Улите и Нявежиса. В 1373 году Скиргайло, сын великого князя литовского Ольгерда, с отрядом (600 чел.) совершил рейд под Динабург. В сентябре следующего 1374 года князь Андрей Ольгердович Полоцкий вторгся в ливонские владения и дошел до Динабурга.
В 1375 году ливонский магистр Вильгельм фон Фримерсхайм на стыке зимы и весны разграбил Нальшанскую землю (от Таурагнай и Лабанораса до Дубингяй и Гедрайчяй), а ландмаршал Андреас фон Штенберг разрушил предзамковые укрепления в Ужпаляй. В марте того же 1375 года князь тракайский и жемайтский Кейстут предпринял ответный поход на ливонские владения. В ливонском походе Кейстута участвовали князь Андрей Полоцкий и три сына Ольгерда. Кейстут, вступив в ливонские владения, разделил своё войско на три отряда. Литовцы опустошили владения рижского архиепископа. Были разорены и сожжены предместья Кройцбурга, Лаудона, Берзона и Эрлма. В ноябре того же 1375 года князь Андрей Полоцкий совершил рейд на ливонский пограничный замок Динабург.
В августе 1376 года Кейстут совершил новый поход на ливонские владения, разорил предместья Митавы и Доблеена. В том же 1376 году Андрей Полоцкий предпринял рейд на ливонские земли, где выжег предместья Розиттена.
В феврале 1377 года Вильгельм фон Фримерсхайм осуществил новый разорительный поход на северные литовские владения. В марте 1377 года князь тракайский Кейстут со своими сыновьями и сыновьями Ольгерда во главе большого литовско-русского войска предпринял ответный поход на ливонские владения. Литовские князья опустошили Курляндию, где убили и взяли в плен до семисот человек. В июне того же 1377 года ливонский ландмаршал Робин фон Эльц разорил Упитскую область.
В феврале 1378 года ливонский магистр организовал и возглавил новый большой опустошительный поход на окрестности Мядельского замка. 
В феврале 1380 года ливонский магистр Вильгельм фон Фримерсхайм заключил временное перемирие с великим князем литовским Ягайлом Ольгердовичем.
Во время гражданской войны в Великом княжестве Литовском (1381—1384) Ливонский Орден выступал на стороне великого князя литовского Ягайло против его дяди Кейстута, князя тракайского, и сына последнего — Витовта.
Летом 1382 года ливонский магистр Вильгельм фон Фримерсхайм с войском, опустошив по пути Жемайтию, прибыл на помощь своему союзнику Ягайло. Князья Кейстут и Витовт, противники Ягайло, собравшие войско в Жемайтии и Гродно, двинулись на Тракай (Троки). 3 августа великий князь литовский Ягайло и ливонский магистр Вильгельм фон Фримерсхайм, объединив свои силы, встретили противника под Тракаем. Вскоре на помощь Ягайло прибыло из Пруссии войско тевтонских крестоносцев под командованием великого маршала Конрада фон Гаттенштейна. Однако великий князь литовский Ягайло смог под предлогов переговоров заманить своего дядю Кейстута и его сына Витовта в свой лагерь, где они были вероломно схвачены, а затем заключены в темницу. Кейстут был заключен в кревский замок, где вскоре был убит по тайному распоряжению Ягайло. Витовт, сын Кейстута, смог избежать смерти и бежал в прусские владения Тевтонского Ордена, откуда продолжил вооруженную борьбу против Ягайло.

## С древнерусскими республиками
В правление Вильгельма фон Фримерсхайма Ливонский Орден воевал с Псковской и Новгородской республиками.
В 1367 году ливонский магистр Вильгельм фон Фримерсхайм, сопровождаемый рижским архиепископом и многими командорами, с большим войском вторгся в псковские владения и осадил сам Псков. Ливонские крестоносцы осадили окрестности Пскова, простояли сутки под городом и отступили в свои владения. Новгородцы и псковичи, объединив свои силы, предприняли ответный поход вглубь ливонских владений.
В следующем 1368 году магистр Вильгельм фон Фримерсхайм предпринял второй поход на псковские земли. Ливонские рыцари-крестоносцы осадили город Изборск, опустошив его окрестности. Новгородцы собрали своё войско и отправили на помощь псковичам. При приближении новгородской рати ливонцы сняли осаду и отступили от Изборска в свои владения.
В 1369 году ливонский магистр предпринял третий поход на Псковскую область. Ливонцы осадили Псков и простояли под городом трое суток, но так и не могли его захватить.
В следующем 1370 году псковичи и новгородцы совершили нападение на ливонские владения и осадили город Нейгаузен (Новый Городок), но не смогли его взять штурмом. Новгородцы отступили от Нейгаузена в свои владения, а псковичи продолжили поход вглубь орденских владений, захватили и сожгли замок Киремпе, захватив много добычи.
В 1371 году между Ливонским Орденом и Новгородской республикой был заключен мирный договор. Новгородский посадник Юрий Иванович с тысяцким и двумя боярами встретились и заключили с ливонцами мир под Нейгаузеном. В 1377 году новгородцы совершили поход на ливонские владения, осадили Нейгаузен, разорили посад и окрестности, захватив много пленников.